# Roberto Magalhães (político)
Roberto Magalhães Melo (Canguaretama, 17 de julho de 1933) é um político brasileiro filiado ao União Brasil (UNIÃO).
Obteve quatro mandatos de deputado federal (1991/1995, 1995/1997, 2003/2007 e 2007/2011). Ele também foi governador do estado de Pernambuco de 1983/1986 e prefeito da cidade do Recife de 1997/2000.

## Biografia
Roberto Magalhães é sobrinho de Agamenon Magalhães, que foi deputado estadual e deputado federal por Pernambuco, interventor e governador de Pernambuco, ministro do trabalho e da justiça, e professor catedrático de teoria geral do estado na Faculdade de Direito do Recife. Filho de Odorico de Menezes Melo (29 de abril de 1892 — Recife, 2 de maio de 1979) e Rosa de Godoy Magalhães (c. 1894 - Recife, 11 de março de 1968).
Casado em dezembro de 1965 com Jane Coelho Magalhães Melo, que tem formação jurídica e é pós-graduada em administração e ciência política, o casal possui quatro filhos: Roberto Filho, Rogéria, Carlos André e Renata.
Graduado em direito pela Universidade Federal do Rio de Janeiro, doutorado em direito privado pela Universidade Federal de Pernambuco.

## Cargos públicos
- Secretária de educação e cultura do estado de Pernambuco (1967/1971)
- Consultor-geral do estado de Pernambuco (1971)
- Vice-governador do estado de Pernambuco (1979/1982)
- Governador do estado de Pernambuco (1983/1986)
- Deputado federal por Pernambuco (1991/1995)
- Deputado federal por Pernambuco (1995/1999), renunciou em 1997 para assumir a prefeitura da cidade do Recife
- Prefeito da cidade do Recife (1997/2000)
- Deputado federal por Pernambuco (2003/2007)
- Deputado federal por Pernambuco (2007/2011)
- Aluno do Centro de Preparação de Oficiais da Reserva de Recife, curso de Artilharia (1954)